# 1942 코파 델 헤네랄리시모 결승전
1942 코파 델 헤네랄리시모 결승전(스페인어: La Final de la Copa del Generalísimo de 1942)은 현재 코파 델 레이로 알려진 스페인 컵대회의 38번째 결승전이다. 이 경기는 1942년 6월 21일, 마드리드의 차마르틴에서 열렸고, 바르셀로나가 연장전 끝에 아틀레티코 빌바오를 4-3으로 이기고 통산 9번째 대회 우승을 거두었다.

## 상세 경기 정보
| 바르셀로나                           | 4–3 (연장전)      | 아틀레티코 빌바오                      |
| ------------------------------------ | ----------------- | -------------------------------------- |
| 에스콜라 20′, 59′ · 마르틴 51′, 101′ | 리포트 (스페인어) | 이리온도 29′ · 엘리세스 79′ · 사라 81′ |

| 바르셀로나:      |    |                      |
|                  |    |                      |
| GK               | 1  | 루이스 미로          |
| DF               | 2  | 루이스 사발라        |
| DF               | 3  | 베니토 가르시아      |
| MF               | 4  | 주제프 라이치 (주장) |
| MF               | 5  | 마누엘 로살렌치      |
| MF               | 6  | 이그나시오 랴세르    |
| FW               | 7  | 자우메 소스페드라    |
| FW               | 8  | 주제프 에스콜라      |
| FW               | 9  | 마리아노 마르틴      |
| FW               | 10 | 도메네크 발마냐      |
| FW               | 11 | 호세 브라보          |
| 감독:            |    |                      |
| 후안 호세 노게스 |    |                      |

| 아틀레티코 빌바오: |    |                          |
|                    |    |                          |
| GK                 | 1  | 호세 마리아 에체바리아   |
| DF                 | 2  | 후안 호세 미에사         |
| DF                 | 3  | 살바도르 아르케타 (주장) |
| MF                 | 4  | 로베르토 베르톨          |
| MF                 | 5  | 안토니오 오르티스        |
| MF                 | 6  | 이시도로 우라            |
| FW                 | 7  | 라파엘 이리온도          |
| FW                 | 8  | 호세 루이스 파니소       |
| FW                 | 9  | 텔모 사라                |
| FW                 | 10 | 프란시스코 가라테        |
| FW                 | 11 | 에르메네힐도 엘리세스    |
| 감독:              |    |                          |
| 후안 우르키수      |    |                          |

## 같이 보기
- 아틀레틱 빌바오-바르셀로나 경쟁